# Championnat de Slovaquie de football 2021-2022
Navigation
Édition précédente Édition suivante
La saison 2021-2022 est la 29e édition du championnat de Slovaquie de football. Lors de cette saison, le ŠK Slovan Bratislava défend son titre face à 11 autres équipes.
Le ŠK Slovan Bratislava remporte son 12e titre lors de la 28e journée.

## Organisation
Les douze clubs se rencontrent en matchs aller et retour, après la 22e journée le championnat est scindé en deux, les six premiers se retrouvent dans un mini-championnat en gardant les points acquis lors de la saison régulière pour déterminer le champion et les qualifications européennes.
Les six derniers se retrouvant dans un autre mini-championnat pour déterminer le barragiste et le club qui sera relégué.
Trois places qualificatives pour les compétitions européennes seront attribuées par le biais du premier mini-championnat (1 place au premier tour de qualification de la Ligue des champions 2022-2023 et 2 places au premier tour de qualification de la Ligue Europa Conférence 2022-2023), ainsi qu'une place au deuxième tour de qualification de la Ligue Europa Conférence 2022-2023 pour le vainqueur de la Slovak Cup. Si le vainqueur de la Coupe de Slovaquie termine dans les trois premiers, alors des barrages sont organisés entre les équipes de la 4e à la 7e place pour une place européenne. Le dernier du deuxième mini-championnat est relégué en deuxième division.

## Participants
| \| D. Streda Ružomberok Senica S. Bratislava MFK Tatran Trnava Sereď Trenčín Z. Michalovce Z. Moravce Žilina FK Pohronie \| Localisation des clubs. |
| D. Streda Ružomberok Senica S. Bratislava MFK Tatran Trnava Sereď Trenčín Z. Michalovce Z. Moravce Žilina FK Pohronie                               |

Légende des couleurs
- Premier tour de qualification de la Ligue des Champions 2021-2022
- Deuxième tour de qualification de la Ligue Europa Conférence 2021-2022
- Premier tour de qualification de la Ligue Europa Conférence 2021-2022
- Promu de deuxième division

| Club                         | Se maintient depuis | Classement 2020-2021 | Stade                     | Capacité théorique |
| ---------------------------- | ------------------- | -------------------- | ------------------------- | ------------------ |
| ŠK Slovan Bratislava         | 2006                | 1er                  | Tehelné pole              | 22 500             |
| FC DAC 1904 Dunajská Streda  | 2013                | 2e                   | MOL Aréna                 | 12 700             |
| FC Spartak Trnava            | 2002                | 3e                   | Stade Antona Malatinského | 19 200             |
| MŠK Žilina                   | 1996                | 4e                   | Stade Pod Dubňom          | 11 313             |
| FC ViOn Zlaté Moravce        | 2010                | 5e                   | Stade FC ViOn             | 4 000              |
| FK AS Trenčín                | 2011                | 6e                   | Stade na Sihoti           | 3 500              |
| ŠKF Sereď                    | 2018                | 7e                   | Štadión pod Zoborom       | 7 480              |
| MFK Ružomberok               | 1997                | 8e                   | Stade Pod Čebraťom        | 4 817              |
| FK Pohronie                  | 2019                | 9e                   | Mestský štadión           | 2 309              |
| MFK Zemplín Michalovce       | 2015                | 10e                  | Zemplin Stadion           | 4 440              |
| FK Senica                    | 2009                | 11e                  | OMS Arena                 | 5 070              |
| MFK Tatran Liptovský Mikuláš | 2021                | 1er (D2)             | Stadion Liptovský Mikuláš | 1 950              |

## Première phase
| Rang | Équipe                         | Pts | J  | G  | N | P  | Bp | Bc | Diff |
| ---- | ------------------------------ | --- | -- | -- | - | -- | -- | -- | ---- |
| 1    | Slovan Bratislava T            | 53  | 22 | 16 | 5 | 1  | 52 | 16 | +36  |
| 2    | Spartak Trnava                 | 45  | 22 | 13 | 6 | 3  | 29 | 12 | +17  |
| 3    | MFK Ružomberok                 | 41  | 22 | 11 | 8 | 3  | 39 | 17 | +22  |
| 4    | Dunajská Streda                | 36  | 22 | 10 | 6 | 6  | 28 | 23 | +5   |
| 5    | ŠKF Sereď                      | 32  | 22 | 9  | 5 | 8  | 28 | 28 | 0    |
| 6    | MŠK Žilina                     | 30  | 22 | 8  | 6 | 8  | 34 | 33 | +1   |
| 7    | FK Senica                      | 27  | 22 | 7  | 6 | 9  | 21 | 32 | -11  |
| 8    | FK AS Trenčín                  | 25  | 22 | 6  | 7 | 9  | 32 | 33 | -1   |
| 9    | Zemplín Michalovce             | 23  | 22 | 7  | 2 | 13 | 20 | 31 | -11  |
| 10   | MFK Tatran Liptovský Mikuláš P | 21  | 22 | 5  | 6 | 11 | 27 | 43 | -16  |
| 11   | Zlaté Moravce                  | 19  | 22 | 4  | 7 | 11 | 22 | 36 | -14  |
| 12   | FK Pohronie                    | 10  | 22 | 2  | 4 | 16 | 19 | 47 | -28  |

Légende
- 1er à 6e: qualification pour le groupe championnat
- 7e à 12e: qualification pour le groupe relégation

Abréviations
- T : Tenant du titre
- P : Promu de deuxième division

| Résultats (▼dom., ►ext.)                                   | DAC | POH | RUZ | SEN | SER | SLO | TRN | TLM | TRE | ZMI | ZLM | ZIL |
| Dunajská Streda                                            |     | 2-0 | 0-0 | 1-0 | 1-3 | 1-1 | 0-3 | 3-1 | 1-1 | 1-0 | 4-2 | 3-1 |
| FK Pohronie                                                | 0-3 |     | 2-2 | 0-1 | 1-1 | 1-0 | 0-2 | 2-2 | 2-2 | 2-0 | 0-2 | 1-2 |
| MFK Ružomberok                                             | 1-2 | 1-0 |     | 0-0 | 3-1 | 1-0 | 0-0 | 4-1 | 3-0 | 0-0 | 1-1 | 5-1 |
| FK Senica                                                  | 1-1 | 1-0 | 0-2 |     | 1-2 | 0-3 | 2-1 | 1-0 | 1-0 | 1-1 | 1-2 | 2-2 |
| ŠKF Sereď                                                  | 1-0 | 3-1 | 2-3 | 2-1 |     | 0-1 | 0-1 | 2-0 | 4-2 | 0-1 | 2-1 | 1-1 |
| Slovan Bratislava                                          | 0-0 | 5-1 | 1-0 | 5-0 | 2-0 |     | 0-0 | 4-0 | 2-0 | 3-1 | 4-1 | 2-2 |
| Spartak Trnava                                             | 1-1 | 2-0 | 0-3 | 2-1 | 2-0 | 0-3 |     | 4-0 | 0-0 | 2-0 | 2-0 | 1-1 |
| MFK Tatran Liptovský Mikuláš                               | 1-0 | 5-1 | 3-2 | 1-2 | 1-1 | 1-4 | 0-2 |     | 2-1 | 0-1 | 0-0 | 2-1 |
| FK AS Trenčín                                              | 0-1 | 3-0 | 1-1 | 3-3 | 0-0 | 2-3 | 0-1 | 2-2 |     | 4-2 | 4-0 | 1-3 |
| Zemplín Michalovce                                         | 4-1 | 0-2 | 0-3 | 0-1 | 0-1 | 1-2 | 1-2 | 2-1 | 1-2 |     | 2-1 | 1-0 |
| Zlaté Moravce                                              | 2-0 | 1-0 | 2-2 | 1-1 | 2-2 | 1-2 | 0-0 | 2-2 | 0-1 | 0-1 |     | 0-1 |
| MŠK Žilina                                                 | 0-2 | 3-1 | 0-2 | 3-0 | 3-0 | 1-1 | 0-1 | 2-2 | 1-3 | 2-1 | 4-1 |     |
| - Victoire à domicile - Match nul - Victoire à l'extérieur |     |     |     |     |     |     |     |     |     |     |     |     |

## Deuxième phase

### Groupe championnat
| Rang | Équipe                 | Pts | J  | G  | N  | P  | Bp | Bc | Diff |
| ---- | ---------------------- | --- | -- | -- | -- | -- | -- | -- | ---- |
| 1    | ŠK Slovan Bratislava T | 74  | 32 | 22 | 8  | 2  | 71 | 25 | +46  |
| 2    | MFK Ružomberok         | 63  | 32 | 17 | 12 | 3  | 58 | 23 | +35  |
| 3    | FC Spartak Trnava C    | 60  | 32 | 17 | 9  | 6  | 36 | 17 | +19  |
| 4    | Dunajská Streda        | 46  | 32 | 12 | 10 | 10 | 39 | 37 | +2   |
| 5    | ŠKF Sereď              | 39  | 32 | 10 | 9  | 13 | 34 | 46 | -12  |
| 6    | MŠK Žilina             | 34  | 32 | 8  | 10 | 14 | 43 | 52 | -9   |

Qualifications européennes
Ligue des champions 2022-2023
- 1er : premier tour de qualification

Ligue Europa Conférence 2022-2023
- C : deuxième tour de qualification

- 2e : premier tour de qualification

- 4e et 6e : barrages pour le premier tour de qualification

Relégation
- ŠKF Sereď : relégation en 2e division

Abréviations
- T : Tenant du titre
- C : Vainqueur de la Coupe de Slovaquie 2021-2022

| Résultats (▼dom., ►ext.)                                   | DAC | RUZ | SER | SLO | TRN | ZIL |
| Dunajská Streda                                            |     | 2-3 | 0-0 | 2-0 | 1-1 | 2-0 |
| MFK Ružomberok                                             | 4-1 |     | 3-1 | 0-0 | 0-0 | 3-0 |
| ŠKF Sereď                                                  | 0-0 | 1-3 |     | 0-3 | 0-2 | 1-1 |
| Slovan Bratislava                                          | 3-1 | 1-1 | 5-1 |     | 1-0 | 2-2 |
| Spartak Trnava                                             | 1-0 | 0-0 | 0-1 | 0-1 |     | 1-0 |
| MŠK Žilina                                                 | 2-2 | 0-2 | 1-1 | 2-3 | 1-2 |     |
| - Victoire à domicile - Match nul - Victoire à l'extérieur |     |     |     |     |     |     |

Le ŠKF Sereď  n'obtient pas de licence pour la saison suivante, ce qui entraîne sa relégation.

### Groupe relégation
| Rang | Équipe                         | Pts | J  | G  | N | P  | Bp | Bc | Diff |
| ---- | ------------------------------ | --- | -- | -- | - | -- | -- | -- | ---- |
| 7    | FK AS Trenčín                  | 48  | 32 | 13 | 9 | 10 | 58 | 43 | +15  |
| 8    | MFK Tatran Liptovský Mikuláš P | 40  | 32 | 11 | 7 | 14 | 42 | 57 | -15  |
| 9    | MFK Zemplín Michalovce         | 40  | 32 | 12 | 4 | 16 | 32 | 42 | -10  |
| 10   | FK Senica                      | 34  | 32 | 9  | 7 | 16 | 29 | 51 | -22  |
| 11   | Zlaté Moravce                  | 30  | 32 | 7  | 9 | 16 | 33 | 50 | -17  |
| 12   | FK Pohronie                    | 18  | 32 | 4  | 6 | 22 | 27 | 59 | -32  |

Légende
- 7e et 8e : barrages pour le deuxième tour de qualification
- 10e et 12e : relégation en 2e division

Abréviations
- P : 2e division

| Résultats (▼dom., ►ext.)                                   | POH | SEN | TRE | TLM | ZLM | ZMI |
| FK Pohronie                                                |     | 1-0 | 1-1 | 1-1 | 0-1 | 0-1 |
| FK Senica                                                  | 2-1 |     | 0-3 | 0-3 | 0-0 | 2-1 |
| FK AS Trenčín                                              | 2-0 | 4-1 |     | 5-2 | 4-3 | 2-2 |
| Tatran Liptovský Mikuláš                                   | 1-0 | 2-1 | 0-3 |     | 2-2 | 3-1 |
| Zlaté Moravce                                              | 1-3 | 3-2 | 0-2 | 0-1 |     | 1-1 |
| Zemplín Michalovce                                         | 1-0 | 1-0 | 1-0 | 1-2 | 1-0 |     |
| - Victoire à domicile - Match nul - Victoire à l'extérieur |     |     |     |     |     |     |

## Barrages pour la Ligue Europa Conférence

### Demi-finales
| Équipe 1        | Résultat | Équipe 2                     |
| --------------- | -------- | ---------------------------- |
| MŠK Žilina      | 0 - 2    | FK AS Trenčín                |
| Dunajská Streda | 4 - 2    | MFK Tatran Liptovský Mikuláš |

Légende des couleurs
- Qualification pour la finale des barrages.

### Finale
| Équipe 1        | Résultat | Équipe 2      |
| --------------- | -------- | ------------- |
| Dunajská Streda | 2-1      | FK AS Trenčín |

Légende des couleurs
- Qualification pour le premier tour de qualification de la Ligue Europa Conférence 2022-2023.

## Bilan de la saison
| Championnat de Slovaquie de football 2021-2022                        |                                  |
| Champion                                                              | ŠK Slovan Bratislava (12e titre) |
| Coupes et trophées                                                    |                                  |
| Vainqueur de la Coupe de Slovaquie 2021-2022                          | Spartak Trnava                   |
| Qualifications continentales                                          |                                  |
| Ligue des champions 2022-2023                                         | ŠK Slovan Bratislava             |
| Ligue Europa Conférence 2022-2023                                     | Spartak Trnava                   |
| Ligue Europa Conférence 2022-2023                                     | MFK Ružomberok                   |
| Ligue Europa Conférence 2022-2023                                     | Dunajská Streda                  |
| Promotions et relégations                                             |                                  |
| Promus en Championnat de Slovaquie de football                        | FK Železiarne Podbrezová         |
| Promus en Championnat de Slovaquie de football                        | FK Dukla Banská Bystrica         |
| Promus en Championnat de Slovaquie de football                        | MFK Skalica                      |
| Relégués en Championnat de Slovaquie de football de deuxième division | ŠKF Sereď                        |
| Relégués en Championnat de Slovaquie de football de deuxième division | FK Senica                        |
| Relégués en Championnat de Slovaquie de football de deuxième division | FK Pohronie                      |